# Addisu Yihune
Addisu Yihune (17 marzo 2003) è un mezzofondista etiope.

## Palmarès
| Anno | Manifestazione  | Sede    | Evento       | Risultato | Prestazione | Note |
| ---- | --------------- | ------- | ------------ | --------- | ----------- | ---- |
| 2021 | Mondiali U20    | Nairobi | 5000 m piani | 4º        | 13'32"76    |      |
| 2022 | Mondiali U20    | Cali    | 5000 m piani | Oro       | 14'03"05    |      |
| 2024 | Giochi olimpici | Parigi  | 5000 m piani | 14º       | 13'22"33    |      |

## Campionati nazionali
2021
- 5º ai campionati etiopi, 5000 m piani - 13'45"8

2022
- 15º ai campionati etiopi, 5000 m piani - 14'01"2

## Altre competizioni internazionali
2022
- 5º al Meeting de Paris ( Parigi), 5000 m piani - 13'14"40
- 11º al Bauhaus Galan ( Stoccolma), 3000 m piani - 7'48"51
- Oro al Campaccio ( San Giorgio su Legnano) - 28'39"
- Argento al Cross Internacional Juan Muguerza ( Elgoibar) - 33'53"
- 10º al Cross de Atapuerca ( Atapuerca) - 29'09"
- Oro al Cross Internacional de San Sebastián ( San Sebastián) - 25'28"

2023
- 4º alla Mezza maratona del Portogallo ( Lisbona) - 1h02'02"

2024
- 5º ai Bislett Games ( Oslo), 5000 m piani - 12'49"65
- 5º alla Xiamen Diamond League ( Xiamen), 5000 m piani - 13'01"44
- 4º al Weltklasse Zürich ( Zurigo), 3000 m piani - 7'41"81